# 戶田惠子
戶田惠子（日语：／ Toda Keiko，1957年9月12日—），日本女演員、配音員、旁白、歌手、藝人。舊藝名。LOOK UP所屬。出身於愛知縣名古屋市。身高154cm。O型血。

## 經歷
最初以偶像演歌歌手身分出道，但在未能走紅後轉往舞台劇演出發展，逐漸累積演藝實力。1979年開始從事配音工作，並成為著名聲優。
1994年正式跨足戲劇演出，自2015年起雖然主要以演員身分活躍，配音工作相對減少，但動畫《麵包超人》的主角「麵包超人」，仍是目前固定擔任配音的動畫作品角色。
2012年，獲得第六屆聲優Awards「高橋和枝獎」。

## 人物
歌手時期與鄧麗君同期，當時兩人都是新人，所以經常一起上歌唱節目。

## 演出（演員）

### 電視劇
- 中学生群像（1969年、NHK）
- 中学生日記（1973年、1974年、NHK） - あゆ朱美（デビュー後、歌手「戸田恵子」役でゲスト出演）
- 帰っていいのよ、今夜も（1988年、TBS）
- 1997年4月 FAREWELL MR.PREMIER总理と呼ばないで = 别叫我总理/CX
- 1998年4月 ショムニ = 庶務二課/CX /德永あずさ
- 1998年7月 世界で一番パパが好き = 親愛的爸爸（日语：世界で一番パパが好き）/CX
- 1998年10月SP ショムニスペシャル = 庶务二课特别篇/CX /德永あずさ
- 1999年1月 お水の花道~女30岁ガケップチ~ = 上班女郎/CX
- 1999年4月 伤だらけの女Body Guard = 女保镖/KTV
- 1999年7月 天国のKiss = 天国之吻/EX
- 1999年12月 古佃任三郎 V.S. SMAP / [NEW YEAR SPECIAL]/SMAP 經理人，前田
- 2000年1月期SP ショムニスペシャル2 = 庶务二课新春特别篇/CX /德永あずさ
- 2000年1月 平成夫妇茶碗 ドケチ花道 = 平成小气夫妇/NTV
- 2000年4月 ショムニ(2) = 新庶务二课/CX /德永あずさ
- 2000年10月 スタイル! = 我形我素/EX /小夜子
- 2000年10月 世界奇妙物语2000年秋季特别篇之嗨，铃/CX
- 2001年1月 HERO/CX (客串)
- 2001年4月 新お水の花道club PARADISE = 上班女郎2/CX
- 2001年7月 氷点2001 = 冰点2001/EX /鹫尾辰子
- 2001年10月 こちら第三社会部 = 这里是第三社会部/TBS /韮崎美佐枝
- 2001年10月 スタアの恋 = 爱上大明星/CX /泷川翠
- 2002年7月 ショムニFINAL = 庶务二课FINAL/CX /德永あずさ
- 2002年10月 HR/CX /宇部惠子
- 2002年10月 天才柳沢教授の生活 = 天才柳泽教授的生活/CX /山口奈津子(37)长女
- 2003年1月SP ショムニFOREVER = 庶务二课FOREVER/CX /德永あずさ
- 2003年7月  14ヶ月～妻が子供に还っていく～ = 14个月~妻子变回了儿童/YTV /藤本春美(42)
- 2003年10月  あした天气になあれ。 = 明天好天气/NTV
- 2004年1月  异议あり!/EX /外园律子
- 2004年1月  新选组!/NHK
- 2004年7月 爱情イッポン！ = 爱情一本/NTV
- 2004年10月 SP たったひとつのたからもの = 我的亲爱宝贝/NTV /吉冈博美
- 2004年12月 SP 徳川纲吉 イヌと呼ばれた男 = 徳川纲吉~被称作狗的男人/CX/桂昌院
- 2005年4月 离婚弁护士Ⅱ～ハンサム ウーマン～ = 离婚女律师Ⅱ/CX /小向つや子
- 2006年7月 ダンドリ。～Dance☆Drill ～/CX /相川ふさ江
- 2007年4月 バンビ～ノ！Bambino! = 料理新鲜人/NTV (客串)/野上京子
- 2008年7月 太阳と海の教室 = 太阳与海的教室/CX/长谷部杏花
- 2009年5月 Mr.Brain 第一话/ TBS （客串）
- 2009年8月 妈妈以前是爸爸/ 小谷仁美
- 2010年4月9日 わが家の歴史 = 我家的历史/CX/笠置シヅ子
- 2011年1月 美咲NO.1（又名：美咲第一名）/NTV /鹤桥静江
- 2011年4月 生まれる = 出生/TBS/国木美和
- 2014年10月 Last Doctor ～監察醫秋田的驗屍報告～（日语：ラスト・ドクター〜監察医アキタの検死報告〜）
- 2015年10月 5じから9じまで 潤子の母
- 2018年10月 我们是由奇迹构成的/ KTV / 山田妙子
- 2023年1月12日 舞妓さんちのまかないさん = 舞伎家的料理人/ Netflix/ 櫻井君江
- 2023年3月 廚刀與小青椒 -一日料理帖- = ながたんと青と/ WOWOW / 丸川町子[7]
- 2023年10月 我家律師很麻煩 = うちの弁護士は手がかかる/ CX / 香澄今日子
- 2025年7月 紅豆麵包 = あんぱん/ NHK / 薪鐵子

### 電影
毎日が夏休み（1994年6月）
- 1997 ラヂオの时间 (东宝) /千本のっこ
- 1999-12-18 GTO =麻辣教师 (东映) /三田园早苗
- 2006-01-14 THE 有顶天ホテル (东宝) /アシスタントマネージャー?矢部登纪子
- 2005-03-19 いぬのえいが =狗狗心事 (ザナドゥー) /マネージャー?林丽子
- 2008-06-07 ザ?マジックアワー（东宝） /兰子
- 2009-05-16 60歲的情書 飾演   長谷部麗子
- 2010-05-08 トリック　剧场版3 = 圈套剧场版3：灵能力者大混战（东宝）
- 2011-01-29 白夜行 飾演 桐原弥生子
- 2013-6-15 二流小説家(東映) 飾演 鏑木裕子
- 2013-11-09 清須會議(東寶) 飾演 なか
- 2014-12-01 全盲的我成為律師的理由(TBS) 飾演 田邊美智代
- 201521-14 哀悼人(東映) 飾演  比田雅恵
- 2017-04-29 招笑猫 (「笑う招き猫」製作委員会) 飾演   高城美子

### 網路電視劇
- 舞伎家的料理人（2023年1月12日—，Netflix）—櫻井君江[8]

## 演出（配音員）

### 電視動畫
- 1979年 机动战士高达 马蒂尔达
- 1980年 宇宙戦士バルディオス 阿芙丽雅（ローザ?アフロディア）
- 1985年 咯咯咯的鬼太郎（第3作） 鬼太郎
- 1985年 战斗!!伊库莎1 伊库莎Two
- 1987年 古靈精怪 由加里
- 1990年 冒险!!伊库莎3 伊库莎Two

1978年
- 無敵鋼人泰坦3（多伊爾司令）

1979年
- 機動戰士鋼彈（瑪蒂達·亞讚（日语：マチルダ・アジャン）[9]）
- 凡爾賽玫瑰（凱瑟琳）

1980年
- 太陽的使者 鐵人28號（古拉[10]）
- 傳說巨神伊甸王（卡拉拉·阿吉巴[11]）

1983年
- 貓眼三姐妹[12]（來生瞳）

1987年
- 超能力魔美（頑太）
- 城市獵人（佐藤由美子）

1988年
- 麵包超人（1988年—，麵包超人[13]、麵包小精靈）

2003年
- 京極夏彥 巷說百物語（龍田）

2010年
- 海螺小姐（2010年—2020年，長谷川町子[14]）

2019年
- 一拳超人（旁白[15]）[注 2]

2020年
- Healin' Good ♥ 光之美少女（2020年—2021年，緹蒂努[16]）

2021年
- 勇者鬥惡龍 達伊的大冒險 (2020年版)（龍水晶、媽媽龍）

2022年
- 福星小子 (2022年版)（2022年—2024年，諸星當的母親[17][18][19]）2系列[注 3]

### 電影動畫
1981年
- 劇場版 宇宙戰士巴魯迪奧斯（蘿莎·阿芙麗雅）
- 劇場版 機動戰士鋼彈（瑪蒂達·亞讚（日语：マチルダ・アジャン））2作品

1982年
- 千年女王（雨森始）
- 傳說巨神伊甸王 接觸篇 THE IDEON; A CONTACT（卡拉拉·阿吉巴）2作品
- 新·根性青蛙：根性夢枕（山中良子老師[20]）

1983年
- 帕塔里洛：星塵計劃（日语：パタリロ!#劇場アニメ）（Jr.／伯恩[21]）

1985年
- （大地惠）
- 喀喀喀的鬼太郎（鬼太郎[22]）
- 魯邦三世：巴比倫黃金傳說（日语：ルパン三世 バビロンの黄金伝説）（薩蘭達）

1986年
- 劇場版 強殖裝甲加爾巴（女武神）
- 喀喀喀的鬼太郎：強烈衝突!! 異次元妖怪的大叛亂（鬼太郎[23]）
- 喀喀喀的鬼太郎：最強妖怪軍團！登陸日本！（鬼太郎[24]）
- 喀喀喀的鬼太郎：妖怪大戰爭（鬼太郎[25]）
- 時空旅人（阿吉諾·吉羅[26]）

1987年
- 劇場版 凡爾賽玫瑰（奧斯卡·法蘭索瓦·德·傑爾吉（日语：オスカル・フランソワ・ド・ジャルジェ））
- 極速狂飆（日语：バリバリ伝説）（一之瀨美由紀[27]）
- 劇場版 怒吼吧，奔奔（日语：ほえろブンブン）（奔奔[28]）

1989年
- 伊勢灣颱風物語（日语：伊勢湾台風物語）（西澤利夫）
- 奇奇與拉拉的青鳥（日语：キキとララの青い鳥）（奇奇〈奇魯奇魯〉）
- 麵包超人：亮晶晶星的眼淚（日语：それいけ!アンパンマン キラキラ星の涙）（麵包超人）
- 魔女宅急便（索娜[29]）

1990年
- 愛與劍的卡美洛城堡 漫畫家麻里奈 時空跳躍事件（日语：まんが家マリナ・シリーズ#映画）（響谷薰）
- 隨風而逝的記憶（蘇菲亞）
- 麵包超人：細菌人大反攻（日语：それいけ!アンパンマン ばいきんまんの逆襲）（麵包超人）

1991年
- 麵包超人：飛呀！飛呀！小小龍（日语：それいけ!アンパンマン とべ! とべ! ちびごん）（麵包超人）
- 麵包超人：紅精靈的心跳月曆（日语：それいけ!アンパンマン とべ! とべ! ちびごん#それいけ!アンパンマン ドキンちゃんのドキドキカレンダー）（麵包超人）

1992年
- 麵包超人：積木城的秘密（日语：それいけ!アンパンマン つみき城のひみつ）（麵包超人）
- 麵包超人：麵包超人與愉快的夥伴們（日语：それいけ!アンパンマン つみき城のひみつ#それいけ!アンパンマン アンパンマンとゆかいな仲間たち）（麵包超人）

1993年
- 麵包超人：恐龍諾西歷險記（日语：それいけ!アンパンマン 恐竜ノッシーの大冒険）（麵包超人）

1994年
- 麵包超人：莉莉卡與魔幻魔法學校（日语：それいけ!アンパンマン リリカル☆マジカルまほうの学校）（麵包超人）
- 麵包超人：大家聚集一起！麵包超人世界（日语：それいけ!アンパンマン リリカル☆マジカルまほうの学校#それいけ!アンパンマン みんな集まれ! アンパンマンワールド）（麵包超人）

1995年
- 麵包超人：打倒幽靈船!!（日语：それいけ!アンパンマン ゆうれい船をやっつけろ!!）（麵包超人）
- 麵包超人：麵包超人與快樂的誕生日（日语：それいけ!アンパンマン ゆうれい船をやっつけろ!!#それいけ!アンパンマン アンパンマンとハッピーおたんじょう日）（麵包超人）

1996年
- 麵包超人：飛行繪本與玻璃鞋（日语：それいけ!アンパンマン 空とぶ絵本とガラスの靴）（麵包超人）
- 麵包超人：細菌人與3倍拳（日语：それいけ!アンパンマン 空とぶ絵本とガラスの靴#それいけ!アンパンマン ばいきんまんと3ばいパンチ）（麵包超人）

1997年
- 麵包超人：彩虹金字塔（日语：それいけ!アンパンマン 虹のピラミッド）（麵包超人）
- 麵包超人：我們是英雄（日语：それいけ!アンパンマン ぼくらはヒーロー）（麵包超人）

1998年
- 銀河鐵道999：永恒幻想（機關車C62-48構成部品電子妖精卡農[30]）
- 麵包超人：將雙手舉向太陽（日语：それいけ!アンパンマン てのひらを太陽に）（麵包超人）
- 麵包超人：麵包超人與滑稽的夥伴（日语：それいけ!アンパンマン てのひらを太陽に#それいけ!アンパンマン アンパンマンとおかしな仲間）（麵包超人）

1999年
- 麵包超人：當勇氣之花朵綻放時（日语：それいけ!アンパンマン 勇気の花がひらくとき）（麵包超人）
- 麵包超人：麵包超人與開心的夥伴們（日语：それいけ!アンパンマン 勇気の花がひらくとき#それいけ!アンパンマン アンパンマンとたのしい仲間たち）（麵包超人）

2000年
- 看見風的少年（日语：風を見た少年）（露琪亞[31]）
- 麵包超人：人魚公主的眼淚（日语：それいけ!アンパンマン 人魚姫のなみだ）（麵包超人）
- 麵包超人：炒麵麵包小子與黑色仙人掌人（日语：それいけ!アンパンマン 人魚姫のなみだ#それいけ!アンパンマン やきそばパンマンとブラックサボテンマン）（麵包超人）

2001年
- 劇場版 神奇寶貝：雪拉比 穿梭時空的相遇（大木雪成〈少年時期〉（日语：オーキド・ユキナリ））
- 垃圾獸之星（日语：それいけ!アンパンマン ゴミラの星）（麵包超人）
- 麵包超人：怪傑青蔥人與炒麵麵包小子（日语：それいけ!アンパンマン ゴミラの星#それいけ!アンパンマン 怪傑ナガネギマンとやきそばパンマン）（麵包超人）

2002年
- 麵包超人：螺旋與夢拉浮雲城的秘密（日语：それいけ!アンパンマン ロールとローラ うきぐも城のひみつ）（麵包超人）
- 麵包超人：鐵火小卷妹妹與金色什錦鍋人（日语：それいけ!アンパンマン ロールとローラ うきぐも城のひみつ#それいけ!アンパンマン 鉄火のマキちゃんと金のかまめしどん）（麵包超人）

2003年
- 麵包超人：紅寶的願望（日语：それいけ!アンパンマン ルビーの願い）（麵包超人）
- 麵包超人：怪傑青蔥人與DoReMi公主（日语：それいけ!アンパンマン ルビーの願い#それいけ!アンパンマン 怪傑ナガネギマンとドレミ姫）（麵包超人）

2004年
- 麵包超人：夢貓王國的喵咪（日语：それいけ!アンパンマン 夢猫の国のニャニイ）（麵包超人）
- 麵包超人：月湖與白玉 ～心跳共舞～（日语：それいけ!アンパンマン 夢猫の国のニャニイ#それいけ!アンパンマン つきことしらたま〜ときめきダンシング〜）（麵包超人）
- 名偵探柯南：銀翼的魔術師（牧樹里）

2005年
- 麵包超人：哈比的大冒險（日语：それいけ!アンパンマン ハピーの大冒険）（麵包超人）
- 麵包超人：黑雪姬與受人喜愛的細菌人（日语：それいけ!アンパンマン ハピーの大冒険#それいけ!アンパンマン くろゆき姫とモテモテばいきんまん）（麵包超人）

2006年
- 麵包超人：生命之星朵莉（日语：それいけ!アンパンマン いのちの星のドーリィ）（麵包超人）
- 麵包超人：藍精靈與藍色眼淚（日语：それいけ!アンパンマン いのちの星のドーリィ#それいけ!アンパンマン コキンちゃんとあおいなみだ）（麵包超人）

2007年
- 宇宙電梯 ～科學者夢寐的未來～（日语：宇宙エレベータ 〜科学者の夢みる未来〜）（赫迪爾博士）
- 蠟筆小新：小白的屁屁炸彈（寶種團長）[注 4]
- 麵包超人：玻露的泡泡球（麵包超人）
- 麵包超人：骷髏人與骷髏骷髏子（麵包超人）

2008年
- 咯咯咯祭典!! 五大鬼太郎（第三代鬼太郎）
- 麵包超人：妖精琳琳的秘密（麵包超人）
- 麵包超人：出差出差出差錯博士與細菌細菌細菌人（麵包超人）

2009年
- 麵包超人：達旦旦和雙子星（日语：それいけ!アンパンマン だだんだんとふたごの星）（麵包超人）
- 麵包超人：細菌人VS細菌人!?（日语：それいけ!アンパンマン だだんだんとふたごの星#それいけ!アンパンマン ばいきんまんvsバイキンマン!?）（麵包超人）

2010年
- 麵包超人：黑鼻子與魔法之歌（日语：それいけ!アンパンマン ブラックノーズと魔法の歌）（麵包超人）
- 麵包超人：興奮不已的麵包超人大賽（日语：それいけ!アンパンマン ブラックノーズと魔法の歌#それいけ!アンパンマン はしれ!わくわくアンパンマングランプリ）（麵包超人）

2011年
- 麵包超人：可可林與奇跡之星大救援（日语：それいけ!アンパンマン すくえ! ココリンと奇跡の星）（麵包超人）
- 麵包超人：唱著玩！麵包超人和與森林寶藏（日语：それいけ!アンパンマン すくえ! ココリンと奇跡の星#それいけ!アンパンマン うたって てあそび! アンパンマンともりのたから）（麵包超人）

2012年
- 麵包超人：復活吧香蕉島（麵包超人）
- 麵包超人：節奏遊戲 麵包超人與不可思議的遮陽傘（麵包超人）
- 柳瀨嵩劇場「麵包超人誕生記」（日语：やなせたかしシアター#アンパンマンが生まれた日）（麵包超人）
- 柳瀨嵩劇場「春之笛」（日语：やなせたかしシアター#ハルのふえ）（帕魯）

2013年
- 麵包超人：跳躍吧！希望的手絹（日语：それいけ!アンパンマン とばせ! 希望のハンカチ）（麵包超人）
- 麵包超人：大家一起玩麵包超人和淘氣鬼（日语：それいけ!アンパンマン とばせ! 希望のハンカチ#それいけ!アンパンマン みんなでてあそび アンパンマンといたずらオバケ）（麵包超人）

2014年
- 麵包超人：蘋果小子和大家的願望（日语：それいけ!アンパンマン りんごぼうやとみんなの願い）（麵包超人）
- 麵包超人：玩得開心當起媽媽的藍精靈!?（日语：それいけ!アンパンマン りんごぼうやとみんなの願い#それいけ!アンパンマン たのしくてあそび ママになったコキンちゃん!?）（麵包超人）

2015年
- 麵包超人：咪嘉和魔法神燈（日语：それいけ!アンパンマン ミージャと魔法のラン）（麵包超人）
- 麵包超人：跟著節奏一起唱歌吧！麵包超人夏季祭典（日语：それいけ!アンパンマン ミージャと魔法のランプ#それいけ!アンパンマン リズムでうたおう! アンパンマン夏まつり）（麵包超人）

2015年
- 麵包超人：咪嘉和魔法神燈（日语：それいけ!アンパンマン ミージャと魔法のランプ）（導演）

2016年
- 麵包超人：玩具之星的南達與倫妲（日语：それいけ!アンパンマン おもちゃの星のナンダとルンダ）（麵包超人）

2017年
- 麵包超人：布魯布魯的尋寶大冒險！（日语：それいけ!アンパンマン ブルブルの宝探し大冒険!）（麵包超人）

2018年
- 麵包超人：閃耀吧！庫倫與生命之星（日语：それいけ!アンパンマン かがやけ!クルンといのちの星）（麵包超人）

2019年
- 劇場版 城市獵人：新宿PRIVATE EYES]（來生瞳、來生泪[32]）
- Code Geass 復活的魯路修（夏姆娜[33]）
- 麵包超人：閃爍吧！冰之國的香草公主（日语：それいけ!アンパンマン きらめけ!アイスの国のバニラ姫）（麵包超人）

2021年
- 麵包超人：軟綿綿與雲之國（麵包超人）

2022年
- 麵包超人：多洛林與妖怪嘉年華（麵包超人）

2023年
- 麵包超人：露寶莉與窩心的禮物（麵包超人）
- 金之國 水之國（蕾歐波爾提涅[34]）
- 劇場版 城市獵人：天使之淚（來生瞳[35]）

2024年
- 你的顏色（作永紫乃[36]）

2025年
- 麵包超人：小水滴的英雄！（麵包超人）
- 與愛麗絲夢遊仙境 -Dive in Wonderland-（安曇野文子[37]）

### OVA
1975年
- 三麗鷗角色動畫系列「雙星仙子」（KiKi）

1985年
- 夢次元獵人芳朵拉（日语：夢次元ハンターファンドラ）（雷米亞）

1992年
- 愛物語 9 LOVE STORIES（日语：愛物語）
- OZ（日语：OZ (樹なつみの漫画)）（1024）

### 網路動畫
2020年
- 怕浪費奶奶（日语：もったいないばあさん）（怕浪費奶奶）

2023年
- 魯邦三世VS貓眼（來生瞳[38]）

### 遊戲
2007年
- 全民高爾夫5（蒂安娜）

2008年
- 蠟筆小新：呼風喚雨的電影樂園大挑戰！（日语：クレヨンしんちゃん 嵐を呼ぶ シネマランド カチンコガチンコ大活劇!）（御駒夫人）

2019年
- 鋼彈網路大戰（馬蒂爾達·亞伽恩）

### 外語配音

#### 演員
凱莉-安·摩絲
- 駭客任務系列（崔妮蒂）※富士電視台版。
  - 駭客任務
  - 駭客任務：重裝上陣
  - 駭客任務完結篇：最後戰役

潔美·李·寇蒂斯
- 血染的搖籃（英语：Mother's Boys）（朱迪思·‘裘德’·馬迪根）

茱蒂·佛斯特
- 安娜與國王（安娜·利奧諾文斯）※東京電視台版。
- 控訴（莎拉·托比亞斯）※朝日電視台版。
- 沉默的羔羊（克麗絲·史達琳）※朝日電視台版。

茱莉亞·羅勃茲
- 伴你一生（英语：Dying Young）（希拉蕊·歐尼爾）
- 落跑新娘（英语：Runaway Bride (film)）（瑪格麗特·“瑪吉”·卡本特）※機內上映版。

琳達·漢彌頓
- 魔鬼終結者系列（莎拉·康納）
  - 魔鬼終結者 ※朝日電視台版[注 5]。
  - 魔鬼終結者2：審判日 ※機內上映版[39]。
  - 魔鬼終結者：黑暗宿命[39]

#### 電影
- 紅粉聯盟（梅·莫達希托〈瑪丹娜〉）※日本電視台版。
- 豹人（英语：Cat People (1982 film)）（艾琳娜·蓋立爾〈娜妲莎·金斯基〉）※富士電視台版。
- 鱷魚先生（蘇·查爾頓〈琳達·柯兹羅斯基〉）※機內上映版[40]。
- 永恆族（艾賈克（英语：Ajak）〈莎瑪·海耶克〉[41]）
- 閃舞（英语：Flashdance）（亞歷山卓拉·“亞歷克斯”·歐文斯〈珍妮佛·貝爾〉）
- 飛天法寶（莎拉·簡·雷諾茲〈馬西雅·蓋·哈登〉）
- 007：最高機密（梅蓮娜·哈夫洛克〈卡洛·波桂〉）※TBS版。
- 十三號星期五3（英语：Friday the 13th Part III）（維拉·桑切斯〈凱瑟琳·帕克斯（英语：Catherine Parks）〉）
- 亂世佳人（斯佳麗·奧哈拉〈費雯·麗〉）※日本電視台新錄製版。
- 地獄之夜（英语：Hell Night）（梅·韋斯特〈珍妮·諾伊曼〉）
- 法網神鷹（英语：Legal Eagles）（勞拉·凱利〈黛博拉·溫姬〉）※東京電視台版。
- 諸神的黃昏（蘇菲·夏洛特〈索妮亞·佩德羅芙娜（英语：Sonia Petrovna）〉）※關西電視台版[注 6]。
- 佩吉·休出嫁（佩吉·休〈凱瑟琳·特納〉）
- 終極戰士2（莉歐娜·康特羅警探〈瑪麗亞·康琪塔·艾朗索（英语：María Conchita Alonso））※影碟版。
- A計劃（羅三炮）
- 疑雲密佈（英语：Random Hearts）（凱·錢德勒〈克莉斯汀·史考特·湯瑪斯〉）※日本電視台版。
- 沙贊！眾神之怒（赫斯珀拉〈海倫·米蘭〉[42]）
- 絲克伍事件（凱倫·絲克伍〈梅莉·史翠普〉）※NHK版。
- 白雪公主：最美麗的女人（英语：Snow White: The Fairest of Them All）（約瑟芬〈韋娜·法米加〉）※NHK版。
- 捍衛戰警（安妮〈珊卓·布拉克〉[43]）※影碟版。
- 捍衛戰警2：喋血巡洋（安妮〈珊卓·布拉克〉）※影碟版。
- 狠將奇兵（梅寇〈艾美·麥蒂根（英语：Amy Madigan）〉）※富士電視台版。
- 超人（拉娜·藍（英语：Lana Lang）〈黛安·雪莉〉）※朝日電視台舊錄製版。
- 英倫情人（凱瑟琳·克利夫頓〈克莉斯汀·史考特·湯瑪斯〉）※影碟版。
- 亡命大煞星（英语：The Getaway (1994 film)）（卡羅爾·麥考伊〈金·貝辛格〉）※朝日電視台版。
- 魔鬼褓姆（英语：The Guardian (1990 film)）（卡米拉·格蘭迪爾〈珍妮·塞葛洛芙（英语：Jenny Seagrove）〉）※VHS版。
- 大地英豪（蔻拉·門羅〈麥德琳·史道威〉）※VHS版。
- 獵豹行動（英语：The Nest (2002 film)）（埃萊娜·拉博里〈娜迪亞·法雷斯（英语：Nadia Farès）〉）※東京電視台版。
- 說不完的故事（阿特雷尤〈諾亞·海瑟維（英语：Noah Hathaway）〉）※影碟版。
- 魔鬼總動員（梅麗娜〈瑞雪·蒂寇汀（英语：Rachel Ticotin）〉）※影碟版。
- 魔鬼大帝：真實謊言（海倫·塔斯克〈潔美·李·寇蒂斯〉）
- 當哈利碰上莎莉（莎莉·艾爾布萊特〈梅格·瑞安〉）※JAL版。

#### 電視影集
- 飛狼（凱特琳·奧沙內西〈蕎恩·布魯斯·史考特（英语：Jean Bruce Scott）〉）
- 霹靂嬌娃（朱莉·羅傑斯〈譚雅·羅拔絲〉、第2季：海倫·羅賓遜）
- 夏威夷神探 (第1季)（迪加）
- 推理女神探（英语：Murder, She Wrote）（伊芙·科利斯托爾〈梅麗莎·蘇·安德森（英语：Melissa Sue Anderson）〉）
- 天龍特攻隊（第2季：莎娜·梅爾、第6季：卡瑪拉）
- 飛天紅中俠（帕姆·戴維森〈康妮·塞勒卡（英语：Connie Sellecca）〉）

#### 動畫
- 蝙蝠俠（薇洛妮卡·弗里蘭〈初代日語配音〉）
- 汽車總動員系列 (莎莉·卡雷拉)
  - 汽車總動員
  - Cars 2：世界大賽
  - Cars 3：閃電再起
- 石器小英雄（菲法女王[44]）
- 玩具總動員系列
  - 牧羊女寶貝（日语：ボー・ピープはどこに?）（寶貝）
  - 玩具總動員（寶貝）
  - 玩具總動員2（寶貝）
  - 玩具總動員4[45]（寶貝）

### 廣播節目
- 奔跑吧！歌謠曲（日语：日野ミッドナイトグラフィティ 走れ!歌謡曲）（文化放送）

### 廣播劇
- （1982年3月7日，與水島裕共演）（NHK-FM）
- （2014年8月17日，NHK第1廣播）

## 其它
- 三麗鷗角色「雙星仙子」（Kiki）

## 著書
- （1982年4月，動畫文庫：朝日Sonorama（日语：朝日ソノラマ））
- （1999年4月，學陽書房（日语：学陽書房）），回憶錄、隨筆集
- （1994年9月，法風雅書房）
- （2000年9月，FROEBEL館（日语：フレーベル館））與原作者柳瀨嵩共著
- （2015年，PIA（日语：ぴあ））

## 腳註

## 外部連結
- Show Must Go On - 戸田恵子オフィシャルブログ （页面存档备份，存于） （日語）
- アクトレス - 旧オフィシャルブログ （页面存档备份，存于） （日語）
- 戸田恵子「アクトレス」試聴

（页面存档备份，存于） （日語）